# EX-355
La carretera EX-355 es de titularidad de la Junta de Extremadura. Su categoría es local. Su denominación oficial es EX-355, de N-430 a Zorita por Madrigalejo.

## Evolución futura de la carretera
La carretera se encuentra acondicionada dentro de las actuaciones previstas en el Plan Regional de Carreteras de Extremadura.